# 兰延
兰延（？—452年），北魏官员，魏太武帝时尚书左仆射。
正平二年（452年）二月初五，中常侍宗爱刺杀了魏太武帝。兰延和侍中和疋、薛提等人，没有宣布死讯。和疋认为皇孙拓跋濬年幼，打算立年长的君王。他征召秦王拓跋翰入宫。薛提认为不应废黜拓跋濬。宗爱和拓跋濬的父亲景穆太子拓跋晃、秦王拓跋翰关系都不好，只和南安王拓跋余关系密切。他把拓跋余秘密迎来，从中宫小门进入后宫。宗爱假传赫连皇后之令，召见兰延等人。兰延等人认为宗爱是个地位低的宦官，没有防备，都随宗爱入宫。宗爱事先派三十个宦官手持武器埋伏在宫中，兰延入宫後，被这些宦官杀害。宗爱在永巷杀掉秦王拓跋翰，拥立南安王拓跋余登基。